# Vliegbasis Zutendaal
Vliegbasis Zutendaal (ICAO: EBSL) is een reserve-vliegbasis van de NAVO, gelegen ten noorden van Zutendaal in de Belgische provincie Limburg.

## Advanced Landing Ground Y-29

### Aanleg en inrichting

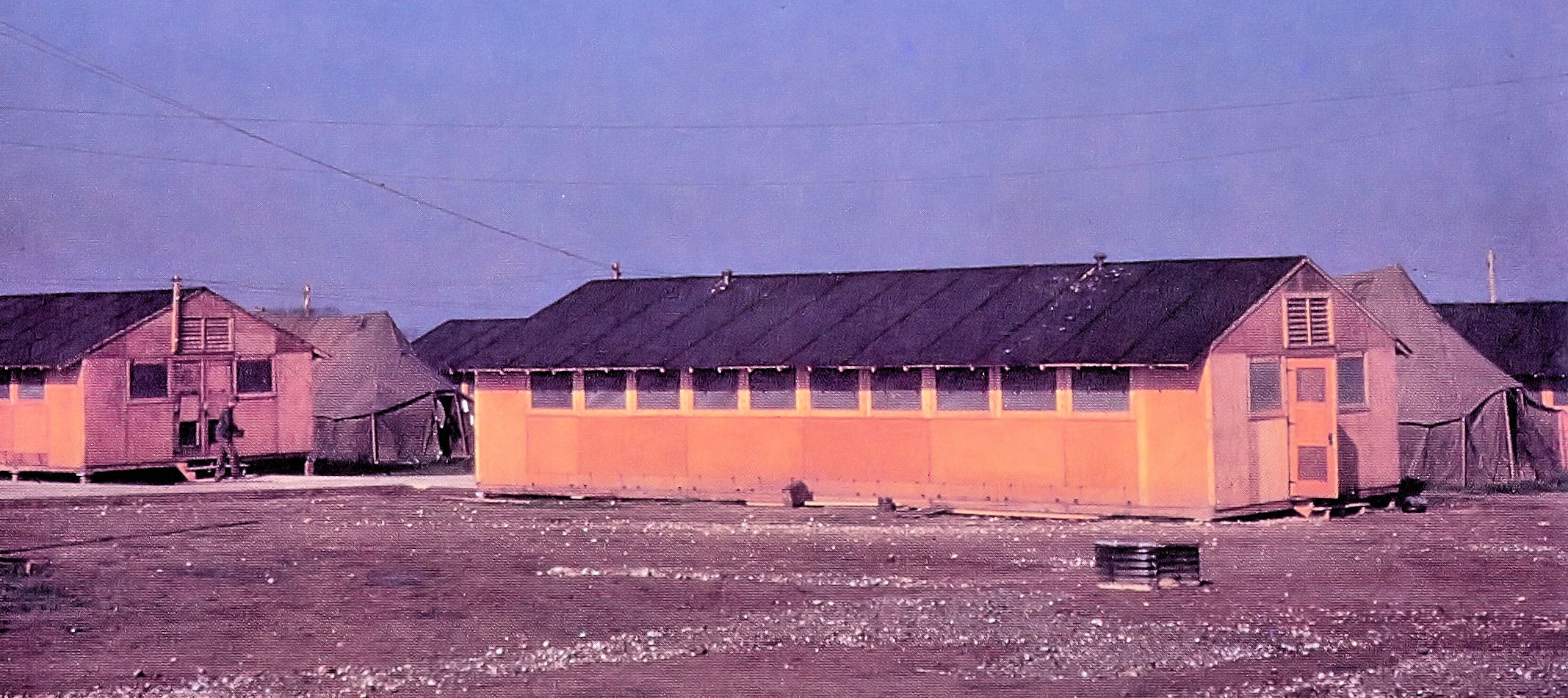
Tijdelijk gebouw van de Amerikaanse luchtmacht bij Asch Airfield (Y-29) in 1945

In november 1944 legde het USAAF IX Engineer Command samen met het 852ste en 846ste Engineer Aviation Battallion van de Amerikaanse luchtmacht nabij de plaats van het toekomstige NAVO-reservevliegveld een 1500 m lange en 36 m brede grasbaan aan. Deze landingsbaan was een Advanced Landing Ground (ALG) en kreeg de codenaam Y-29. Zij was bij de piloten ook gekend als Asch, een archaïsche schrijfwijze voor de naam van de gemeente As. Een ALG was een tijdelijke, vooruitgeschoven vliegbasis die tijdens de Tweede Wereldoorlog de oprukkende geallieerde troepen ondersteunde. Y-29 was in gebruik van 20 november 1944 tot 20 juni 1945. Het personeel verbleef in tenten. Voor communicatiedoeleinden en verlichting stond er een minimaal elektriciteitsnet te beschikking. Er was ook een voorraadplaats voorzien met voedsel, water en brandstof.

### Luchtgevecht

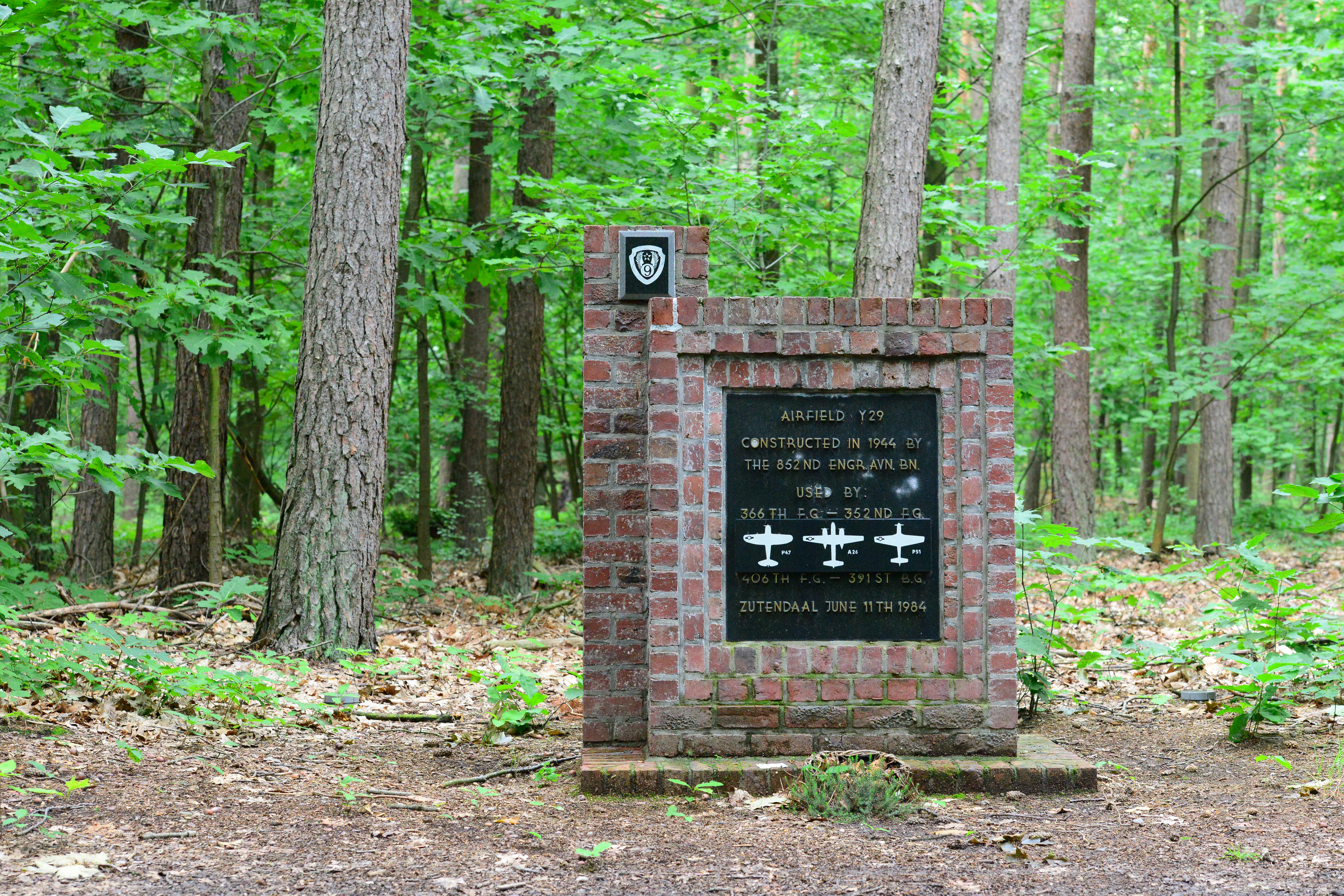
Monument ter nagedachtenis aan Asch Airfield Y-29.

Op 1 januari 1945 vond boven dit vliegveld een luchtgevecht plaats.
In de vroege morgen van 31 december 1944 vertrokken drie groepen behorende tot het Jagdgeschwader 11 vanuit hun basissen in Duitsland richting Asch in het kader van Operatie Bodenplatte. Deze operatie was een poging van de Luftwaffe om de vliegvelden van de geallieerden in België, Frankrijk en Nederland uit te schakelen. De Duitsers vlogen met vliegtuigen van het type Focke-Wulf Fw 190 en Messerschmitt Bf 109. Deze militaire actie was zo geheim dat de vliegtuigen onderweg onder vuur werden genomen door de eigen landtroepen, die over deze operatie niet ingelicht waren. De hele vlucht gebeurde op lage hoogte en onder absolute radiostilte.
Acht net opgestegen Amerikaanse P-47 Thunderbolts van het 390th Fighter Squadron waren boven het vliegveld van Asch een formatie aan het vormen toen de Luftwaffe naderde. Tegelijkertijd rolden de P-51 Mustangs van het 487th Fighter Squadron over de startbaan.
De P47's die reeds in de lucht waren wierpen hun extra brandstoftanks en bommen af voor een betere wendbaarheid en gingen het gevecht met de Duitse vliegtuigen aan. Door deze aanval werd het Jagdgeschwader gedwongen om de formatie te verbreken. Het 390ste verloor één vliegtuig in dit gevecht en haalde zeven Duitse vliegtuigen neer.
Ook de bevelhebber van het 487ste schoot een aantal Duitse vliegtuigen neer, ondanks de hinder die werd veroorzaakt door zijn nog half uitgeklapt landingsgestel en volle brandstoftanks.
Tijdens deze dertig minuten durende strijd schoot het 487ste naar schatting 23 Duitse toestellen uit de lucht. Aan Amerikaanse zijde vielen geen slachtoffers. Op de grond werd één Mustang vernietigd. Een monument in de vorm van een gedenksteen herinnert aan dit gevecht.

## Vliegbasis

### Infrastructuur
In 1953 werd op hetzelfde terrein, nabij deze locatie, op verzoek van NAVO een reservevliegveld aangelegd. Rond dezelfde tijd werden ook de reservevliegvelden van Bertrix-Jehonville, Ursel, Saint-Hubert, Weelde en Zoersel-Oostmalle ingericht. SHAPE (Supreme Headquarters Allied Powers Europe, het centrale commandocentrum van de NAVO) bepaalde de inrichting en uitrusting van deze vliegbasissen. Dit vliegveld bezit één start- en landingsbaan, georiënteerd in de 06/24-richting. Deze baan is 2980 m lang en 45 m breed en bevindt zich op een hoogte van 95 m (312 ft). De parallelle taxiweg, die door SHAPE werd voorgeschreven en in noodgevallen als landingsbaan kon ingezet worden, ontbreekt hier, terwijl hij op de basissen van Bertrix-Jehonville, Ursel, Weelde en Zoersel-Oostmalle wel aangelegd werd.

### Gebruik
Dit vliegveld werd sporadisch ingezet voor oefeningen zoals Reforger (Return of the Forces to Germany), een door de Verenigde Staten geleide operatie uitgevoerd tijdens de Koude Oorlog in NAVO-verband, waarbij getest werd hoe snel de westerse troepen konden worden ingezet in Duitsland als antwoord op de dreiging van het Warschaupact. Voor het overige werd de basis door militaire vliegtuigen weinig gebruikt. De piloten van de enkele F-16's die er ooit zijn geland, vonden het vliegveld in een te slechte staat om verdere landingen uit te voeren. Vanaf maart 2009 is er een zweefvliegclub actief op het vliegveld.

### Kwartier Wevelsmoer
De gebouwen ten noorden van de landingsbaan behoren tot de kazerne Kwartier Wevelsmoer. Ze werden van 1985 tot 1999 door het Amerikaanse leger gebruikt als opslagplaats. Na het vertrek van de Amerikanen namen het Competentiecentrum Rollend Materieel en Bewapening en de 261ste Compagnie Munitie er hun intrek. In 2013 werd er een installatie voor het neutraliseren van explosieve stoffen (INES) gebouwd. Het is de bedoeling om met deze installatie jaarlijks ongeveer 1500 ton munitie op een milieuvriendelijke manier te vernietigen.